# Гиман, Якуб
Якуб Гиман (чеш. Jakub Hyman; род. 16 апреля 1984, Яблонец-над-Нисоу, Северочешский край) — чешский саночник, выступающий за сборную Чехии с 2003 года. Участник двух зимних Олимпийских игр, многократный призёр национального первенства.

## Биография
Якуб Гиман родился 16 апреля 1984 года в городе Яблонец-над-Нисоу, Либерецкий край. Активно заниматься санным спортом начал в возрасте десяти лет, в 2003 году прошёл отбор в национальную сборную и стал ездить выступать на различные международные соревнования. В сезоне 2004/05 дебютировал на этапах взрослого Кубка мира, заняв в общем зачёте сорок шестое место, через год был уже сорок вторым, тогда как на чемпионате Европы в латвийской Сигулде пришёл к финишу двадцать пятым. Благодаря череде удачных выступлений удостоился права защищать честь страны на зимних Олимпийских играх 2006 года в Турине, где впоследствии показал двадцать седьмой результат.
На чемпионате мира 2007 года в австрийском Иглсе Гиман был тридцать первым, а после завершения всех кубковых этапов поднялся в мировом рейтинге сильнейших саночников до тридцать третьей позиции. В следующем году закрыл тридцатку на мировом первенстве в немецком Оберхофе, в кубковом зачёте расположился на двадцать восьмой строке. На чемпионате мира 2009 года в американском Лейк-Плэсиде выступил не очень хорошо, сумев добраться лишь до тридцать шестого места, в Кубке мира при этом был тридцать первым. Ездил соревноваться на Олимпийские игры 2010 года в Ванкувер, успешно прошёл квалификацию, однако в финальных заездах показал только двадцать восьмой результат. Окончил сезон тридцать вторым местом на европейском первенстве в Сигулде и тридцать девятым в кубковом зачёте.
В следующем сезоне боролся за обладание Кубком наций, дойдя в общем рейтинге до тридцать восьмой строки, тогда как на Кубке мира показал сороковой результат. На чемпионате мира 2012 года в немецком Альтенберге финишировал тридцатым, однако в кубковых соревнованиях пропустил несколько этапов и сумел подняться лишь до сорок шестой строки. Ныне Якуб Гиман живёт и тренируется в городе Смрзовка, где, помимо всего прочего, работает слесарем. Его младший брат Ондржей — тоже саночник и член сборной Чехии.